# Синиша
Синиша је јужнословенско мушко име средњовековног српског порекла. Настало је од именице син и суфикса -иша. Познати са овим именом су:
- Синиша Бранковић (рођен 1979), српски фудбалер
- Синиша Добрасиновић (рођен 1977), кипарски фудбалер црногорског порекла
- Синиша Ерготић (рођен 1968), хрватски скакач у даљ
- Синиша Гогић (рођен 1963), српски и кипарски фудбалски нападач
- Синиша Ковачевић (рођен 1954), српски писац и драмски писац, професор Академије уметности у Београду
- Синиша Малешевић МРИА (рођен 1969), политички/историјски социолог на Универзитетском колеџу у Даблину
- Синиша Михајловић (1969 - 2022), бивши српски фудбалер постао менаџер
- Синиша Саничанин (рођен 1995), босански фудбалер
- Синиша Стевановић (рођен 1989), српски фудбалер
- Синиша Убипариповић (рођен 1983), српско-амерички фудбалер
- Синиша Вуцо (рођен 1971), хрватски певач и текстописац
- Синиша Павић (1933-2024), српски писац и сценариста